# Banjar (Indonezja)
Banjar – miasto w Indonezji na Jawie w prowincji Jawa Zachodnia.
Powierzchnia 113.59 km²; 161 tys. mieszkańców (2004).
Status miasta (kota) uzyskało 1 grudnia 2002 r.